# Kidd Brewer Stadium
Kidd Brewer Stadium é um estádio localizado em Boone, Carolina do Norte, Estados Unidos, possui capacidade total para 30.000 pessoas, é a casa do time de futebol americano universitário Appalachian State Mountaineers football da Universidade Estadual do Appalache. O estádio foi inaugurado em 1960.